# Flakea
Flakea is een monotypisch geslacht van korstmossen dat behoort tot de familie Verrucariaceae van de ascomyceten. Het bevat alleen Flakea papillata.